# خوليو أندريس غوتيريز
خوليو أندريس غوتيريز (بالإسبانية: Julio Andrés Gutiérrez)‏ هو لاعب كرة قدم أوروغواياني، ولد في 18 أغسطس 1983 في مونتفيدو في الأوروغواي. لعب مع التانك سيلي.

## وصلات خارجية
- خوليو أندريس غوتيريز على موقع قاعدة بيانات كرة القدم.إي يو (الإنجليزية)
- خوليو أندريس غوتيريز على موقع Soccerway.com (الإنجليزية)